# 850
850 (DCCCL) fue un año común comenzado en miércoles del calendario juliano, en vigor en aquella fecha.
Es el año 850 del primer milenio, el año 50 del siglo IX y el primer año de la década de 850. 

## Acontecimientos

### En Europa
- Sacro Imperio Romano Germánico: Luis II el Joven es coronado coemperador junto a su padre Lotario I.
- España: Fallecimiento de Ramiro I rey de Asturias.
- España: Ordoño I accede al trono de Asturias.
- Gales: Primer ataque de los Vikingos en la costa de Gales
- Países Bajos: Vikingos de Rorik conquista Utrecht y la conserva durante 70 años. El Obispo de Utrecht se refugia en Deventer.
- Rusia: En torno a esta fecha, Riúrik establece su dominio sobre Nóvgorod.

### En Asia
- Emperador Montoku sucede al Emperador Ninmyō como Emperador de Japón.

## Fallecimientos
- Ramiro I, rey de Asturias.
- Emperador Ninmyō, Emperador de Japón (n. 810).